# بيلي مور
بيلي مور (بالإنجليزية: Billy Moore)‏ (6 أكتوبر 1894 بنيوكاسل أبون تاين في المملكة المتحدة - 26 سبتمبر 1968) هو لاعب كرة قدم بريطاني (وحمل سابقاً جنسية المملكة المتحدة لبريطانيا العظمى وأيرلندا) في مركز مهاجم داخلي. شارك مع منتخب إنجلترا لكرة القدم. أما مع النوادي، فقد لعب مع نادي سندرلاند ووست هام يونايتد.

## وصلات خارجية
- بيلي مور على موقع قاعدة بيانات كرة القدم.إي يو (الإنجليزية)
- بيلي مور على موقع ناشيونال فوتبول تيمز (الإنجليزية)